# الفتریوس پترونیاس
الفتریوس پترونیاس (یونانی: Ελευθέριος_Πετρούνιας؛ زادهٔ ۳۰ نوامبر ۱۹۹۰) یک ژیمناست هنری اهل یونان است.
از افتخارات وی میتوان به کسب مدال طلا دارحلقه در مسابقات جهانی ژیمناستیک هنری ۲۰۱۵ اشاره کرد.